# Sonja Kesselschläger
Sonja Kesselschläger (née le 20 janvier 1978 à Finsterwalde) est une athlète allemande spécialiste des épreuves combinées (heptathlon, pentathlon). 

## Biographie
En 2003, elle termine 3e de l'Hypo-Meeting de Götzis avec 6 175 points, derrière Carolina Klüft et Austra Skujytė.

### Palmarès
| Date | Compétition                    | Lieu       | Résultat | Épreuve    | Performance  |
| ---- | ------------------------------ | ---------- | -------- | ---------- | ------------ |
| 1996 | Championnats du monde juniors  | Sydney     | 7e       | Heptathlon | 5 322 pts    |
| 1997 | Championnats d'Europe juniors  | Ljubljana  | 3e       | Heptathlon | 5 753 pts    |
| 1999 | Championnats d'Europe espoirs  | Göteborg   | 3e       | Heptathlon | 5 832 pts    |
| 2000 | Championnats d'Europe en salle | Gand       | 6e       | Pentathlon | 4 368 pts    |
| 2001 | Universiade d'été              | Pékin      | 3e       | Heptathlon | 5 973 pts    |
| 2002 | Championnats d'Europe en salle | Vienne     | 5e       | Pentathlon | 4 402 pts    |
| 2002 | Championnats d'Europe          | Munich     | 9e       | Heptathlon | 5 973 pts    |
| 2003 | Championnats du monde en salle | Birmingham | 4e       | Pentathlon | 4 498 pts    |
| 2003 | Championnats du monde          | Paris      | 8e       | Heptathlon | 6 134 pts    |
| 2004 | Jeux olympiques d'été          | Athènes    | 6e       | Heptathlon | 6 287 pts    |
| 2005 | Championnats d'Europe en salle | Madrid     | 5e       | Pentathlon | 4 587 points |
| 2005 | Championnats du monde          | Helsinki   | 10e      | Heptathlon | 6 113 pts    |
| 2006 | Championnats du monde en salle | Moscou     | 4e       | Pentathlon | 4 574 pts    |
| 2008 | Jeux olympiques d'été          | Pékin      | 16e      | Heptathlon | 6 140 pts    |

### Records
| Épreuve    | Performance  | Lieu     | Date         |
| ---------- | ------------ | -------- | ------------ |
| Heptathlon | 6 311 points | Ratingen | 22 juin 2008 |
| Pentathlon | 4 587 points | Madrid   | 4 mars 2005  |